# Culex sasai
Culex sasai är en tvåvingeart som beskrevs av Tadao Kano 1954. Culex sasai ingår i släktet Culex och familjen stickmyggor. Inga underarter finns listade i Catalogue of Life.